# Haruko Sagara
Haruko Sagara (japanisch 相楽 晴子, Sagara Haruko; * 1. März 1968 in Koriyama, Präfektur Fukushima) ist eine japanische Sängerin und Schauspielerin.

## Kurzbiografie
Haruko Sagara wurde am 1. März 1968 in Koriyama geboren. Am 2. Mai 1986 erschien ihre erste Single Virgin Heart. Der Song wurde ein großer Erfolg.
Harukos Durchbruch als Schauspielerin war die Rolle der Kyōko „Bidama no Okyō“ Nakamura in der zweiten Staffel der Fernsehserie Sukeban Deka an der Seite von Yōko Minamino.
Danach wirkte sie in zahlreichen Fernsehsendungen und Kinofilmen mit. Sie lebt heute in Los Angeles, Kalifornien.

## Filmografie (Auswahl)
- 1985: Sukeban Deka (Fernsehserie, Zweite Staffel)
- 1986: Koi suru Onnatachi (Kinofilm)
- 1987: Sukeban Deka – Der Film (Kinofilm)
- 1989: Dotsuitarunen (engl. Titel: Knockout, Kinofilm)
- 1989: Gojira tai Biorante (dt. Titel: Godzilla der Urgigant, Kinofilm)
- 1990: Maria no Ibukuro (Fernsehserie)
- 1991: A.D.Boogie (Fernsehserie)
- 1992: Tokyo Elevator Girl (Fernsehserie)
- 1992: Anata dake mienai (Fernsehserie)
- 1994: Hito no fukou wa hachimitsu no aji (Fernsehserie)
- 1995: Endless Waltz (Kinofilm)
- 2001: Ashita ga aru sa (Fernsehserie)
- 2002: Ashita ga aru sa – the Movie (Kinofilm)

## Diskografie (Auswahl)

### Alben
- 1986: Bitter Kiss
- 1987: Dai-2 Gakusho
- 2005: Sagara Haruko Best Tune

### Singles
- 1986: Virgin Heart
- 1986: Seaside Mint Blue
- 1987: Mokuyoubi ni wa Kisu o
- 1988: Blade Runner
- 1988: Nemureru Nagisa no Season
- 1989: Tokyo Marionette